# 극장판 마이 리틀 포니: 새로운 희망
《극장판 마이 리틀 포니: 새로운 희망》(영어: My Little Pony: A New Generation)은 아일랜드, 미국, 캐나다에서 제작된 로버트 컬런, 호세 루이스 우차 감독의 2021년 모험 코미디 애니메이션 영화이다. 버네사 허전스, 키미코 글렌, 제임스 마즈든 등이 목소리 출연하였다.
원래 파라마운트 픽처스를 통해 극장 개봉할 예정이었으나 2021년 9월 24일 넷플릭스를 통해 개봉하였으며 러시아에서는 하루 이른 9월 23일 극장 개봉하였다.

## 목소리 출연
- 버네사 허전스
- 키미코 글렌
- 제임스 마즈든
- 소피아 카슨
- 라이자 코시
- 엘리자베스 퍼킨스
- 제인 크러카우스키
- 켄 정
- 필 러마
- 마이클 매키언
- 헤더 랭인캠프
- 윌 프리델
- 태라 스트롱
- 애슐리 볼
- 앤드리아 리브먼
- 태비사 세인트저메인